# Bernhard I van Saksen-Meiningen
Bernhard I van Saksen-Meiningen (Gotha, 10 september 1649 - Meiningen, 27 april 1706) was van 1675 samen met zijn zes broers hertog van Saksen-Gotha en na de verdeling van Saksen-Gotha in 1680 tot aan zijn dood de eerste hertog van Saksen-Meiningen. Hij behoorde tot de Ernestijnse linie van het huis Wettin.
Na het overlijden van zijn vader Ernst I in 1675 regeerde Bernhard samen met zijn zes broers over het hertogdom Saksen-Gotha. In 1680 verdeelden de broers hun domeinen onderling en kreeg Bernhard het hertogdom Saksen-Meiningen toegewezen. 
Hij koos de stad Meiningen als residentie en liet er het Slot Elisabethenburg bouwen, die in 1692 was afgewerkt. In 1690 stichtte Bernhard een hofkapel en in 1692 liet hij een paleistuin in de renaissancestijl aanleggen. Zijn hofhouding was erg pronkzuchtig, wat de financiële toestand van zijn landerijen al snel verslechterde. Ook zijn enorme uitgaven voor zijn hang naar alchemie en het militaire wezen speelden daarin een rol. Als gevolg moest Bernhard landgoederen verkopen en hogere belastingen opleggen aan zijn onderdanen. De hoogopgeleide Bernhard besteedde eveneens veel aandacht aan onderwijs en religieuze zaken. Zijn buitenlands beleid werd gekenmerkt door spanningen en gewapende conflicten, voornamelijk met zijn broers.
In april 1706 stierf Bernhard op 56-jarige leeftijd. Omdat hij geen eerstgeboorterecht had ingevoerd in zijn domeinen, moesten zijn zonen na Bernhards overlijden gezamenlijk regeren. Dat leidde tot een machtsstrijd en het verdere economische verval van zijn landerijen.

## Huwelijken en nakomelingen
Op 20 november 1671 huwde Bernhard met zijn eerste echtgenote Maria Hedwig (1647-1680), dochter van landgraaf George II van Hessen-Darmstadt. Ze kregen zeven kinderen:
- Ernst Lodewijk I (1672-1724), hertog van Saksen-Meiningen
- Bernhard (1673-1694)
- Johan Ernst (1674-1675)
- Maria Elisabeth (1676-1676)
- Johan George (1677-1678)
- Frederik Willem (1679-1746), hertog van Saksen-Meiningen
- George Ernst (1680-1699)

Op 25 januari 1681 huwde Bernhard met zijn tweede echtgenote Elisabeth Eleonora (1658-1729), dochter van hertog Anton Ulrich van Brunswijk-Wolfenbüttel. Ze kregen vijf kinderen:
- Elisabeth Ernestina (1681-1766), abdis in de Abdij van Gandersheim
- Eleonora Frederica (1683-1739), kanunnikes in de Abdij van Gandersheim
- Anton August (1684-1684)
- Wilhelmina Louise (1686-1753), huwde in 1703 met hertog Karel van Württemberg-Bernstadt
- Anton Ulrich (1687-1763), hertog van Saksen-Meiningen